# 北京西直门宾馆
西直门宾馆，位于北京市西城区西直门内大街172号，原为中国人民解放军总政治部招待所，2019年11月由中央军委机关事务管理总局招待局转隶中国融通旅业发展集团有限公司。

## 简介
西直门宾馆于1986年8月成立，隶属中国人民解放军总政治部直属工作部。该宾馆曾在北京市工商行政管理局西城分局申领企业营业执照，2002年该宾馆不再作为企业，企业营业执照遂被吊销，2019年军队和武警部队全面停止有偿服务后以“北京融通西直门宾馆有限责任公司”之名重新申领企业营业执照。2016年中国人民解放军总政治部撤销，西直门宾馆转隶（转隶关系待查）。
西直门宾馆经常接待每年“全国两会”代表团。每年西城区都在“全国两会”前检查西直门宾馆的服务保障工作准备情况。
2016年，在深化国防和军队改革中，中国人民解放军总政治部撤销，西直门宾馆转隶中央军委机关事务管理总局。